# Bundesverband selbständiger Buchhalter und Bilanzbuchhalter
Der b.b.h. Bundesverband selbständiger Buchhalter und Bilanzbuchhalter e. V. (b.b.h.) ist der größte Berufsverband für selbständige Buchhalter und Bilanzbuchhalter in Deutschland. Auf nationaler und internationaler Ebene vertritt er die berufspolitischen und wirtschaftlichen Interessen von über 12.000 Mitgliedern.

## Aufgaben
Der b.b.h. Bundesverband hat es sich zur Aufgabe gemacht, die ideellen, beruflichen, wirtschaftlichen und sozialen Interessen seiner Mitglieder zu fördern. Dabei bildet die politische Interessenvertretung auf nationaler und internationaler Ebene den ersten Aufgabenschwerpunkt.
So pflegt der b.b.h. Bundesverband nicht nur den Kontakt zu Parlamentariern und Ausschüssen, sondern ist auch in allen Fragen, die den Berufsstand des selbständigen Buchhalters bzw. Bilanzbuchhalters betreffen, an der Beratung und Entscheidungsfindung beteiligt. Dies geschieht beispielsweise durch die Abgabe von Stellungnahmen oder die Teilnahme und Anhörung an Finanzausschusssitzungen.
Ein weiteres Tätigkeitsfeld sieht der b.b.h. Bundesverband in der Aufklärung der Öffentlichkeit, da die praktische Handhabung der Gesetze, wie z. B. des Berufsrechts, des Wettbewerbsrechts oder des Steuerrechts, häufig Probleme bereitet. Gemäß dem Motto „Hilfe zur Selbsthilfe“ versucht der b.b.h. Bundesverband das Informationsbedürfnis in jeder Phase der gewerblichen Tätigkeit zu decken.

## Mitglieder
Mitglied des b.b.h. Bundesverbandes kann jede natürliche Person, jede Personengesellschaft und jede juristische Person werden, wenn sie den Zweck des Berufsverbandes unterstützt. Derzeit beträgt die Mitgliederzahl ca. 12.000. Die Mehrzahl der ordentlichen Verbandsmitglieder stellen selbständige Buchhalter bzw. Bilanzbuchhalter dar, die entweder haupt- oder nebenberuflich tätig sind.

## Verbandspublikationen
Der b.b.h. Bundesverband gibt regelmäßig folgende Verbandspublikationen heraus:
- b.b.h. Handbuch (erscheint einmal jährlich)
- b.b.h. Informationsbrief (erscheint monatlich)